# Nyctennomos ambitsha
Nyctennomos ambitsha är en fjärilsart som beskrevs av Pierre E.L. Viette 1976. Nyctennomos ambitsha ingår i släktet Nyctennomos och familjen nattflyn. Inga underarter finns listade i Catalogue of Life.